# 에드워드 마틴델

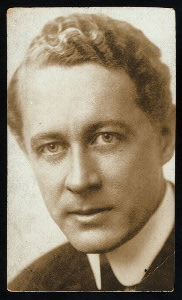

에드워드 마틴델(Edward Martindel, 1876년 7월 8일 ~ 1955년 5월 4일)은 미국의 배우이다.
해밀턴에서 태어났으며 로스앤젤레스에서 사망하였다. 사인은 심근 경색이다.

## 영화
- 러버 컴 백 (1946년)
- 미국의 광기 (1932년)
- 송 오브 더 웨스트 (1930년)
- 칠드런 오브 프레져 (1930년)
- 풋라이츠 앤 풀스 (1929년)
- 사막의 노래 (1929년)
- 이브의 정원 (1928년)
- 싱잉 풀 (1928년)
- 원더미어 부인의 부채 (1925년) - 어거스터스 로튼 경 역